# Jean Chassagne
Jean Chassagne (La Croisille-sur-Briance, 26 luglio 1881 – La Croisille-sur-Briance, 13 aprile 1947) è stato un pilota automobilistico e aviatore francese, attivo dal 1906 al 1930.
Tra i principali risultati conseguiti in carriera (tutti ottenuti con autovetture della Sunbeam), vi fu il terzo posto nel Gran Premio di Francia del 1913, la vittoria del Tourist Trophy nel 1922 e il secondo posto nel Grand Prix d'Endurance di Le Mans del 1925. Arrivò anche secondo nel Gran Premio d'Italia del 1921.
Chassagne fece anche domanda per entrare nell'aeronautica militare francese come pilota durante la Grande Guerra, ma su richiesta dell'ammiragliato britannico si unì alla Sunbeam per sviluppare e testare motori aeronautici per lo sforzo bellico.

## Palmarès
- Tourist Trophy: 1
1922